# Jedyny i jego własność
Jedyny i jego własność (niem. Der Einzige und sein Eigentum) – główne dzieło niemieckiego filozofa Maxa Stirnera, wydane w 1844.

## Treść
Treść książki poświęcona jest tytułowemu Jedynemu, czyli jednostce, którą Stirner uznaje za wyzwoloną, egoistyczną i działającą na swoją korzyść. Koncepcja jednostki przedstawiona w tej pozycji jest skrajnie nominalistyczna, etyka zaś zredukowana została do egocentryzmu i subiektywizmu.
W Jedynym i jego własności Max Stirner przeprowadza krytykę filozofii Hegla, jak też i całej lewicy heglowskiej, skupiając się szczególnie na Feuerbachu. Zarzuca im zbyt mały radykalizm w redukowaniu pojęć niepotrzebnych i wiążących jednostkę. Np. Feuerbach odrzucając ideę Boga, zastąpił ją ideą Człowieka. Jedyny, w rozumieniu Stirnera, wykracza poza Człowieka, ponieważ w przeciwieństwie do niego jest realnie istniejącym, niepodważalnym i jednostkowym bytem.

## Odbiór
Dzieło Jedyny i jego własność nie spotkało się z szerokim oddźwiękiem wśród współczesnych, a autor zmarł w biedzie. Idee były źródłem inspiracji wielu późniejszych autorów, m.in. Friedricha Nietzschego czy Alberta Camusa.